# Титул престолонаслідника
Титул престолонаслідника (англ. Substantive title) — основний королівський або князівський титул, який надається спадкоємцю престолу. Він був не спадковим, а набувався в індивідуальному порядку.
Цей титул був офіційним, і відрізнявся від ймовірного спадкоємця трону та ґречних титулів, як наприклад кадет або титулів набутих у шлюбі.
Титул престолонаслідника надавався монархом своєму наступнику. Це міг бути не обов'язково його старший син чи донька (і навіть не обов'язково родич).

## Історія
Традиція закріпляти за спадкоємцями престолу спеціальний основний титул відома ще з часів Середньовіччя. В Англії це був Герцог Ланкастер, у Франції герцог Орлеанський. 
У Болгарському царстві - князь Рашки. У Польщі, часів Болеслава ІІІ, старший син і спадкоємець мав титул Князя Краківського.
У Київській Русі, на початкових етапах спадкоємець Київського престолу посідав Новгородське князівство. 
Пізніше, в часи феодальної роздробленості, престолонаслідник Великого князя Київського мав титул Князя Вишгородського.
У монархіях, де шляхетські титули успадковувались лише старшим сином, титули престолонаслідника закріпились як найважливіші титули (після самого монарха) і надавались ним своєму спадкоємцю зазвичай на честь важливої династичної події: хрещення, повноліття або шлюбу. 
У Франції, Португалії, Іспанії, Сполученому Королівстві ці титули остаточно сформувались після 1800 року.
В той же час була низка монархій, де титули престолонаслідників успадковувались всіма синами або чоловічими нащадками володаря: Австрія, Богемія, Німеччина (крім Пруссії), Угорщина, Польща, Україна, Литва, Російська імперія та деякі титули в Бельгії, Італії, Нідерландах та Скандинавії.

### Титули колишніх монархій
- Реставрація Бурбонів: 
  - Дофін Франції; Спадкоємець французького трону
  - Герцог Орлеанський; брат короля
  - Принц Конде
  - Принц Конті
  - Герцог Анжу; претендентували як легітимісти так і Орлеанська гілка
- Перша Французька імперія:
  - Принц Наполеон; спадкоємець імператорського престолу
- Грецьке королівство:
  - Князь Спарти; спадкоємець грецького трону
- Герцогство Парма:
  - Герцог П'яченци
- : 
  - Принц Неаполя
  - Принц П'ємонта
  - Князь Генуї
  - Герцог Аостський
- Велике князівство Київське: 
  - Князь Новгородський; на початкових етапах
  - Князь Вишгородський; старший син монарха
- Королівство Болгарії:
  - Князь Тирново; спадкоємець болгарського трону
  - Князь Преслава
- : 
  - Герцог Браганський; спадкоємець португальського трону
  - Принц Бейра; спадкоємець спадкоємця короля
- Королівство Сербії: 
  - Князь Рашки
  - Князь Смедерево
- Королівство Обох Сицилій:
  - Герцог Калабрії; спадкоємець, що визнавався іспано-неаполітанською гілкою
  - Герцог Кастро; спадкоємцем, що визнавався франко-неаполітанською гілкою
  - Герцог Ното; старший син спадкоємця, що визнавався іспано-неаполітанською гілкою

## Сучасні монархії
Основний королівський (князівський) титул спадкоємця трону в сучасних діючих європейських монархіях: 
- – Принц Оранський
- – Князь Брабанту
- – Принц Астурійський
- – Принц Уельський
- – Герцог Корнвела
- – Герцог Розесей; Герцог Олбані
- – Маркіз де Бо
- – Принц Уельський (надається монархом Великої Британії)

З європейських монархій в Швеції, Данії, Ліхтенштейні, Люксембурзі та Норвегії спадкоємцям престолу не надають якогось особливого "основного" титулу нащадка трону.